# Unterseeboot 793
L'Unterseeboot 793 ou U-793 est un sous-marin côtier allemand (U-Boot) de type XVIIA utilisé par la Kriegsmarine pendant la Seconde Guerre mondiale.
Le sous-marin fut commandé le 19 juin 1942 à Hambourg (Blohm & Voss), sa quille fut posée le 1er décembre 1942, il fut lancé le 4 mars 1944 et mis en service le 24 avril 1944, sous le commandement de l'Oberleutnant zur See Günther Schauenburg.
L'U-793 n'effectua aucune patrouille, par conséquent il n'endommagea ou ne coula aucun navire.
Il est sabordé en mai 1945.

## Conception
Unterseeboot type XVIIA, l'U-793 avait un déplacement de 277 tonnes tonnes en surface et 309 tonnes tonnes en plongée. Il avait une longueur totale de 39,05 m, un maître-bau de 4,50 m et un tirant d'eau de 4,30 m. Le sous-marin était propulsé par une hélice de 1,23 m, un moteur Diesel Deutz SAA SM517 de 8 cylindres en ligne de 210 ch, produisant un total de 150 kW en surface, d'un moteur électrique AEG Maschine AWT98 77 PS de 76 ch, produisant un total 57 kW en plongée et une turbine à gaz Walter à péroxide de 2 500 ch. Le sous-marin avait une vitesse en surface de 9 nœuds (16,6 km/h) et une vitesse de 25 nœuds (46 km/h) en plongée. Immergé, il avait un rayon d'action de 127 milles marins (235 km) à 20 nœuds (37 km/h, 23 milles par heure). En surface, son rayon d'action était de 2 910 milles milles nautiques (soit 4 700 km) à 9 nœuds (17 km/h).
 L'U-793 était équipé de deux tubes lance-torpilles (montés à l'avant) de 53,3 cm qui contenait quatre torpilles. Son équipage comprenait 12 hommes.

## Historique
L'U-793 sert de navire d'essais pendant toute sa carrière ; il est affecté dans la 8. Unterseebootsflottille et dans la 5. Unterseebootsflottille.
Le 2 août 1943, l'U-793 est endommagé lors d'un bombardement de la RAF sur Hambourg. Il est alors en cours de construction.
En mars 1944, pendant des essais, il atteint la vitesse de 22 nœuds en plongée avec l'Amiral Dönitz à bord.
Il sert ensuite à l'entraînement des équipages destinés aux futurs sous-marins Walter.
Le 4 mai 1945 à 1 h 30, il est sabordé dans le Canal de Kiel à la position 54° 19′ N, 9° 43′ E.
Il est renfloué le 15 juin 1945, puis dirigé vers Kiel au quai des chantiers navals de Howaldtswerke.
Il est possible que l'U-793 ait été utilisé par la Royal Navy en 1947.

## Affectations
- 8. Unterseebootsflottille du 24 avril 1944 au 15 février 1945 (navire d'essais).
- 5. Unterseebootsflottille du 16 février 1945 au 4 mai 1945 (navire d'essais).

## Commandement
- Oberleutnant zur See Günther Schauenburg du 24 avril 1944 au 15 janvier 1945.
- Oberleutnant zur See Friedrich Schmidt du 16 janvier 1945 au 3 mai 1945.